# دم‌بادبزنی پوهنپئی
دم‌بادبزنی پوهنپئی (نام علمی: Rhipidura kubaryi) نام یک گونه از سرده دم‌بادبزنی است که ویژه جزیره پوهنپئی در کشور ایالات فدرال میکرونزی است.
درازای بدن آن ۱۵ سانتیمتر (۵٫۹ اینچ) با دم بلند و بادبزن شکل است. پرهای زینتی آن خاکستری تیره با ابرو، سبیل، و نوک سفید است. شکم آن سفید و سینه آن سیاه با پرهای سفید پراکنده در کناره‌ها است.
این گونه با دم‌بادبزنی حنایی خویشاوندی نزدیک دارد. اما پرهای آن تیره‌تر و کوتاه‌تر است. آواز و عادت‌های خوراکی متفاوتی نیز دارد.
نام علمی آن از زیست‌شناس اهل لهستان «یان کوباری» گرفته شده است.